# 32405 Jameshill
32405 Jameshill è un asteroide della fascia principale. Scoperto nel 2000, presenta un'orbita caratterizzata da un semiasse maggiore pari a 2,3901677 UA e da un'eccentricità di 0,0847019, inclinata di 6,88078° rispetto all'eclittica.